# Heroes of Might and Magic III: Armageddon’s Blade
Heroes of Might and Magic III: Armageddon’s Blade – jeden z dwóch oficjalnych dodatków do strategicznej gry turowej Heroes of Might and Magic III. Został stworzony w firmie New World Computing i wydany w 1999 roku przez firmę The 3DO Company.

## Fabuła
Fabuła Armageddon’s Blade opowiada o wydarzeniach po tych z Restoration of Erathia. Nowy władca Eeofolu – Lucyfer Kreegan pragnie stworzyć potężną broń – Ostrze Armageddonu, by za jego pomocą pogrążyć w świat w chaosie i zniszczeniu. Katarzyna – przyszła królowa Erathii – razem ze swoim mężem Rolandem, Gelu i generałem Kendalem próbują go powstrzymać. Katarzyna odnosi wreszcie zwycięstwo, ale okupione utratą poparcia lordów ze swojego państwa. Ostatecznie Katarzyna zostawia Ostrze w rękach Gelu, a sama zrzeka się praw do tronu i odpływa z powrotem do Enroth.
Jest to główny wątek fabularny. Istnieje jeszcze pięć równorzędnych:
- Smocza krew
Jedna z nighońskich władców Mutare chce przejąć majątek i ziemię Orwalda – jej największego wroga, który w jej oczach jest tylko starym niedołęgą marnotrawiącym swój i jej czas. Mutare w swojej kampanii wypija zawartość fiolki smoczej krwi, która przeistacza ją w prawdziwego smoka.
- Festiwal Życia
Kilgor to ambitny i brutalny barbarzyńca. Bierze udział w Festiwalu Życia – turnieju organizowanym co 30 lat w celu wyłonienia nowego władcy Krewlod. Kilgor staje najpierw przeciwko bestiom zamieszkującym jego kraj, później innym pretendentom do tronu, a na końcu przed samym diukiem Winstonem Boragusem.
- Pogromca smoków
Czarodziej Dracon idąc w ślady swej rodziny postanawia zostać pogromcą smoków. W tym celu musi najpierw przejść test swej matki – zabić kryształowego smoka, później wyzwolić ludność Bracady z plagi rdzawych smoków, odnaleźć i zabić czarodziejskiego smoka, by na końcu stanąć przeciwko samemu błękitnemu smokowi.
- Igranie z ogniem
Adrienne – wiedźma parająca się magią ognia powraca z nauk do swojej ojczyzny – Tatalii. Orientuje się jednak, że jakiś nekromanta sieje na ziemiach jej kraju zniszczenie poprzez wzniecanie pożarów. Zabici są włączani do nieumarłej armii która – jak się później okazuje – bezmyślnie maszeruje aż na wybrzeże. Sprawcą tych wszystkich zdarzeń okazuje się być Lord Haart – zdrajca wskrzeszony przez swoich wyznawców. Adrienne musi raz na zawsze odesłać go do grobu.
- Nieroztropna wpadka
Młody sir Christian – perfumista – wybiera się na morską wycieczkę. Po drodze jednak jego statek rozbija się u brzegu nieznanej wyspy zamieszkanej przez dzikie plemiona. Christian musi wykonać szereg zadań zleconych mu przez wodzów owych plemion by móc wydostać się z tego koszmarnego dla niego miejsca. Po drodze będzie się musiał jeszcze zmierzyć z piratami z floty Regnan, by w końcu zostać uratowanym przez samą Katarzynę. Wyjątkowo fabuła tej kampanii toczy się tuż przed wydarzeniami z RoE i jest bezpośrednim wstępem do nich.

## Nowości
- Ulepszony edytor map, kampanii oraz generator map losowych.
- Bohaterowie, którzy mają drugi stopień znajomości artylerii, mogą teraz w czasie bitwy kontrolować wieże strzelnicze.
- Jeśli bohater stanie na przełączniku obiektu przygody, gracz może ponownie odwiedzić daną lokację korzystając ze spacji.
- Można pozostawić stworzenia w oflagowanych przez siebie kopalniach, aby ich strzegły, podobnie jak umieszcza się oddziały w garnizonie.
- Dodano bramy graniczne, czyli takie, które nie znikają i jest możliwość pozostawienia w nich swoich jednostek.

Armageddon’s Blade rozszerza grę Heroes of Might and Magic III również poprzez dodanie nowego miasta (Wrota Żywiołów), 38 nowych scenariuszy gry jednoosobowej, 23 nowych stworzeń.